# Palpostoma pallens
Palpostoma pallens är en tvåvingeart som först beskrevs av Charles Howard Curran 1927.  Palpostoma pallens ingår i släktet Palpostoma och familjen parasitflugor. Inga underarter finns listade i Catalogue of Life.